# Dreiseithof (Angeln)

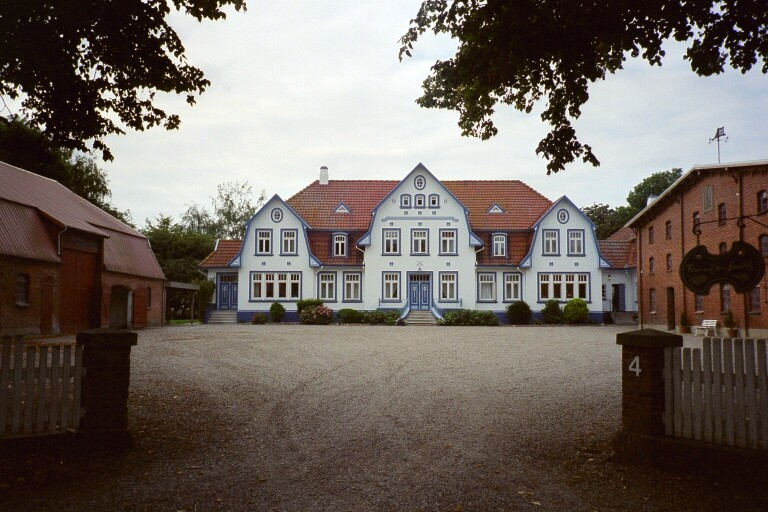
Ein Dreiseithof im östlichen Angeln

Der Dreiseithof (dänisch: Trefløjet gård) ist eine für die Halbinsel Angeln im Norden Schleswig-Holsteins kennzeichnende Hofform, die sich im 19. Jahrhundert herausbildete. Die beiden Wirtschaftsgebäude (Stall und Scheune) liegen einander gegenüber, während das vielfach in bürgerlichem Baustil gehaltene Wohnhaus die Rückseite des Hofes bildet. Häufig angebautes Nebengebäude ist die Abnahme (das Altenteil).
Die Dreiseithöfe entstanden, als durch die Bodenreform seit Ende des 18. Jahrhunderts große Teile des Grundbesitzes der Güter und Herrensitze verkoppelt und an frühere Leibeigene und Kätner verteilt wurden und so sich ein bodenständiges freies Bauerntum entwickeln konnte. Das Zusammenleben von Vieh und Mensch unter einem Dach, wie im früheren Geestharden- oder Fachhallenhaus, erschien auf Grund sich verbessernder Hygiene nicht mehr ratsam. Erstes Vorbild der entstehenden Dreiseithöfe war die vielfach ebenfalls dreiseitige Anlage von Gutshöfen und Herrenhäusern. Ein bedeutender Baumeister von Dreiseithöfen war Nicolaus Clausen aus Steinbergkirche.
Die tiefgreifenden Veränderungen in der Landwirtschaft haben die Wirtschaftsgebäude weitgehend überflüssig werden lassen, weshalb sie, wenn sich nicht eine andere Nutzung findet, zunehmend verfallen. Der Angeliter Dreiseithof ist durch diese Entwicklung in seinem Bestand stark gefährdet, die Zahl der noch vollständigen Hofanlagen nimmt ständig ab. 